# Шикарна робота
Шикарна робота (англ. Smart Work) — американська короткометражна кінокомедія Роско Арбакла 1931 року.

## Сюжет
Біллі Дулі — підозрілий чоловік, який працює приватним детективом, він бере роботу в жінки, яка думає, що її чоловік зустрічається з іншою жінкою. Остання насправді дружина Біллі, яка купує автомобіль в цього чоловіка як подарунок для Біллі.

## У ролях
- Біллі Дулі — Біллі Дулі, детектив
- Едді МакПайл — дружина Біллі